# Hymenophyllum consanguineum
Hymenophyllum consanguineum är en hinnbräkenväxtart som beskrevs av Conrad Vernon Morton. Hymenophyllum consanguineum ingår i släktet Hymenophyllum och familjen Hymenophyllaceae. Inga underarter finns listade.